# Pseudodaphnella
Pseudodaphnella é um gênero de gastrópodes pertencente a família Raphitomidae.

## Espécies
- Pseudodaphnella alternans (E. A. Smith, 1882)
- Pseudodaphnella attenuata Hedley, 1922[3]
- Pseudodaphnella aureotincta (Hervier, 1897)
- Pseudodaphnella barnardi (Brazier, 1876)
- Pseudodaphnella boholensis Fedosov & Puillandre, 2012
- Pseudodaphnella cnephaea (Melvill & Standen, 1896)
- Pseudodaphnella crasselirata (Hervier, 1897)[4]
- Pseudodaphnella crypta Fedosov & Puillandre, 2012
- Pseudodaphnella daedala (Reeve, 1846)[5]
- Pseudodaphnella dichroma (Sturany, 1903)
- Pseudodaphnella epicharis (Sturany, 1903)
- Pseudodaphnella excellens (Sowerby III, 1913)[6]
- Pseudodaphnella fallax Fedosov & Puillandre, 2012
- Pseudodaphnella gealei (Smith E.A., 1882)
- Pseudodaphnella granicostata (Reeve, 1846)[7]
- Pseudodaphnella hadfieldi (Melvill & Standen, 1895)
- Pseudodaphnella infrasulcata (Garrett, 1873) [8]
- Pseudodaphnella intaminata (Gould, 1860)[9]
- Pseudodaphnella kilburni Fedosov & Puillandre, 2012
- Pseudodaphnella lemniscata (G. Nevill & H. Nevill, 1869)
- Pseudodaphnella leuckarti (Dunker, 1860)[10]
- Pseudodaphnella lineata Fedosov & Puillandre, 2012
- Pseudodaphnella lucida (E. A. Smith, 1884)
- Pseudodaphnella martensi (G. Nevill & H. Nevill, 1875)
- Pseudodaphnella nebulosa (Pease, 1860)[11]
- Pseudodaphnella nexa (Reeve, 1845)[12]
- Pseudodaphnella nodorete (May, 1916)[13]
- Pseudodaphnella nympha Fedosov & Puillandre, 2012
- Pseudodaphnella oligoina Hedley, 1922
- Pseudodaphnella phaeogranulata Fedosov & Puillandre, 2012
- Pseudodaphnella philippinensis (Reeve, 1843)[14]
- Pseudodaphnella pulchella (Pease, 1860)[15]
- Pseudodaphnella punctifera (Garrett, 1873)
- Pseudodaphnella pustulata (Angas, 1877)[16]
- Pseudodaphnella ramsayi (Brazier, 1876)[17]
- Pseudodaphnella retellaria Hedley, 1922[18]
- Pseudodaphnella rottnestensis Cotton, 1947[19]
- Pseudodaphnella rubroguttata (H. Adams, 1872)
- Pseudodaphnella rufolirata (Hervier, 1897)[20]
- Pseudodaphnella santoa Fedosov & Puillandre, 2012
- Pseudodaphnella spyridula (Melvill & Standen, 1896)
- Pseudodaphnella stipata Hedley, 1922[21]
- Pseudodaphnella sudafricana Fedosov & Puillandre, 2012
- Pseudodaphnella tincta (Reeve, 1846)
- Pseudodaphnella variegata Fedosov & Puillandre, 2012
- Pseudodaphnella virgo (Schepman, 1913)[22]

Espécies trazidas para a sinonímia
- Pseudodaphnella albifuniculata Reeve, 1846: sinônimo de Pseudodaphnella tincta (Reeve, 1846)
- Pseudodaphnella caelata Garrett 1873: sinônimo de Lienardia caelata (Garrett, 1873) [23]
- Pseudodaphnella canistra Hedley, 1922: sinônimo de Kermia canistra (Hedley, 1922)
- Pseudodaphnella cavernosa (Reeve, 1845): sinônimo de Kermia cavernosa (Reeve, 1845)
- Pseudodaphnella centrosa Pilsbry, 1904: sinônimo de Pseudodaphnella tincta (Reeve, 1846)
- Pseudodaphnella corrugata Carpenter, 1865: sinônimo de Pseudodaphnella nebulosa (Pease, 1860)
- Pseudodaphnella corrugata Dunker, 1871: sinônimo de Pseudodaphnella tincta (Reeve, 1846)
- Pseudodaphnella decaryi (Dautzenberg 1932): sinônimo de Mangelia decaryi Dautzenberg, 1932 [24]
- Pseudodaphnella ephela Hervier, R.P.J., 1897: sinônimo de Pseudodaphnella hadfieldi (Melvill & Standen, 1895)
- Pseudodaphnella episema (Melvill & Standen, 1896)Small text: sinônimo de Kermia episema (Melvill & Standen, 1896)
- Pseudodaphnella exilis Pease 1860: sinônimo de Paramontana exilis (Pease, 1860) [25]
- Pseudodaphnella fusoides (Reeve, 1843): sinônimo de Paraclathurella gracilenta (Reeve, 1843)
- Pseudodaphnella granicosta Reeve, 1846: sinônimo de Pseudodaphnella granicostata (Reeve, 1846)
- Pseudodaphnella granosa (Dunker 1871): sinônimo de Kermia granosa (Dunker, 1871) [26]
- Pseudodaphnella harenula Hedley, 1922: sinônimo de Kermia harenula (Hedley, 1922)
- Pseudodaphnella iospira Hervier, 1897: sinônimo de Hemilienardia iospira (Hervier, 1896)
- Pseudodaphnella maculosa (Pease, 1860): sinônimo de Daphnella ornata R.B. Hinds, 1844
- Pseudodaphnella mayana Hedley, 1922: sinônimo de Paramontana mayana (Hedley, 1922)
- Pseudodaphnella modesta (Angas, 1877): sinônimo de Paramontana modesta (Angas, 1877)
- Pseudodaphnella phaedra (Hervier, 1897):[27] sinônimo de Kermia daedalea (Garrett, 1873)
- Pseudodaphnella punicea Hedley, 1922: sinônimo de Paramontana punicea (Hedley, 1922 )
- Pseudodaphnella rufinodis Von Martens, 1880: sinônimo de Pseudodaphnella granicostata (Reeve, 1846)
- Pseudodaphnella rufozonata Angas, 1877: sinônimo de Paramontana rufozonata (Angas, 1877)
- Pseudodaphnella tessellata (Hinds, 1843): sinônimo de Kermia tessellata (Hinds, 1843)